# Naṣrū
Naṣrū war ein Herrscher von Hatra, der von etwa 128/29 bis nach 138 n. Chr. regierte. Er ist bisher von 34 Inschriften aus Hatra bekannt.
Naṣrū war der Sohn des Našrihab und der Vater der nachfolgenden Herrscher von Hatra Wolgaš und Sanaṭrūq I. Er trägt in seinen Inschriften den Titel mry' /„Herr“. Vier seiner Inschriften tragen eine Datumsangabe. Aus einer von ihnen (H 272) geht hervor, dass er im Monat Ijjar im Jahr 449 Seleukidischer Ära (138 n. Chr.) eine Umfassungsmauer und ein Tor für den Tempelbezirk von Hatra errichten ließ. Das Ende seiner Regierungszeit ist unsicher, da die nächste datierbare Inschrift aus Hatra erst aus dem Jahr 176/177 n. Chr. stammt und somit unsicher ist, wann seine Söhne die Macht übernahmen.